# Nestor notabilis
Il chea (o, al femminile, la chea, pl. chee; Nestor notabilis Gould, 1856) o kea è un pappagallo appartenente alla famiglia Strigopidae.

## Distribuzione e habitat
Il kea ha abitudini semi-notturne e abita le montagne della Nuova Zelanda. Preferisce il terreno agli alberi.
Il kea è conosciuto anche come "pagliaccio di montagna" per via della sua indole giocosa e per l'abitudine di strappare la gomma dalle ruote delle auto, probabilmente al solo scopo di divertirsi. Altro nome con cui era conosciuto è "lupo piumato" poiché si diceva attaccasse e uccidesse le pecore. 
Del resto, il chea è l'unica specie nota di pappagallo ad attaccare altri animali, sebbene ciò accada raramente e le vittime siano soprattutto esemplari malati o caduti in trappola. 
Si tratta di una delle più intraprendenti e intelligenti specie di uccelli, tant'è che questi animali possono avere disturbi comportamentali se non ricevono una quantità sufficiente di stimoli dall'esterno.

## Descrizione
I maschi e le femmine, molto simili tra loro, sono caratterizzati da un'intensa colorazione verde. 
Entrambi hanno delle piume rosse sulla nuca e nella parte inferiore delle ali tanto da poter essere facilmente notata anche durante il volo. L'unica palese differenza tra i due sessi è la mandibola: il maschio ha la mandibola superiore più grande, larga e incurvata.
I giovani chea hanno delle piume di color giallo-arancio acceso intorno alla mandibola e alle narici. I piccoli tipicamente assumono un piumaggio adulto approssimativamente intorno ai 18 mesi d'età.

## Biologia
I chea sono degli uccelli principalmente terricoli, litigano raramente, hanno un carattere molto giocoso e curioso, spesso intrattengono gli spettatori con le loro acrobazie e i loro buffi saltelli laterali anche per muoversi in avanti. 
È facile vedere i chea in stormi composti da più di dieci unità, e durante la stagione dell'allevamento, i giovani possono riunirsi in gruppi che superano le centinaia.

### Riproduzione
Pare che i chea siano poligami, col maschio che si può accoppiare con fino a 4 femmine. I chea fanno il loro nido in fessure nella roccia, tra le radici degli alberi, in tronchi cavi. Depongono dalle 2 alle 4 uova per stagione, e queste sono covate dalle femmine per circa 29 giorni. Quando i pulcini hanno raggiunto un mese di vita il chea maschio assiste alla loro nutrizione. La stagione dell'allevamento dei piccoli va da luglio fino a gennaio.

### Alimentazione
La dieta del chea si compone di foglie, germogli, insetti e carogne. I chea necessitano di accumulare grasso per resistere al rigido clima alpino e sono stati visti aggirarsi tra colonie di corvi e depredare i loro nidi delle uova e dei pulcini.
Secondo alcune leggende popolari, i chea sarebbero in grado di spingere le pecore a gettarsi dagli strapiombi, poiché amano nutrirsi del grasso e del fegato degli ovini.

## Conservazione
Il chea è attualmente una specie protetta, ma in passato fu sottoposto ad una caccia spietata per via di una taglia pagata dagli allevatori di bestiame. Al tempo si offrivano dieci scellini (più o meno 65 dollari neozelandesi odierni) per ogni becco di chea presentato.
Secondo le stime, circa 150.000 esemplari furono sterminati. Negli anni settanta, dopo un censimento secondo cui la popolazione sopravvissuta si aggirava sulle 5.000 unità, la specie ricevette una tutela parziale. La protezione completa fu proclamata nel 1986, quando i proprietari terrieri rinunciarono al diritto di sparare ad ogni chea che si fosse presentato sulla loro proprietà, in cambio dell'impegno da parte del governo di occuparsi del problema rimuovendo questi animali dalle proprietà private.